# لورنس باتي
لورنس باتي (بالإنجليزية: Laurence Batty)‏ (15 فبراير 1964 بوستمنستر في المملكة المتحدة - ) هو لاعب كرة قدم بريطاني في مركز حراسة المرمى. شارك مع منتخب إنجلترا لكرة القدم C ‏. أما مع النوادي، فقد لعب مع كريستال بالاس ونادي برينتفورد ونادي فولهام وميدنهد يونايتد ‏ ونادي وكينغ وسانت ألبانز سيتي وتشيشام يونايتد ‏ وMolesey F.C. ‏ ووالتون وهرشام ‏ ونادي فارنزي.

## وصلات خارجية
- لورنس باتي على موقع IMDb (الإنجليزية)

- لورنس باتي على موقع قاعدة بيانات كرة القدم.إي يو (الإنجليزية)
- لورنس باتي على موقع Soccerbase.com (لاعب) (الإنجليزية)